# Jaume Munar
Jaume Antoni Munar Clar (* 5. května 1997 Santanyí, Mallorca) je španělský profesionální tenista. Ve své dosavadní kariéře na okruhu ATP Tour nevyhrál žádný turnaj. Na challengerech ATP a okruhu ITF získal šestnáct titulů ve dvouhře a jedenáct ve čtyřhře.
Na žebříčku ATP byl ve dvouhře nejvýše klasifikován v květnu 2019 na 52. místě a ve čtyřhře v únoru 2025 na 134. místě. Trénují ho Javier Fernandéz a Miguel Sánchez. Dříve tuto roli plnil Tomeu Salva.
Ve španělském daviscupovém týmu debutoval v roce 2017 bělehradským čtvrtfinálem Světové skupiny proti Srbsku, v němž prohrál dvouhru s Dušanem Lajovićem. Srbové zvítězili 4:1 na zápasy. Do září 2025 v soutěži nastoupil k dvěma mezistátním utkáním s bilancí 0–1 ve dvouhře a 1–0 ve čtyřhře.

## Tenisová kariéra
V juniorském tenise prohrál finále French Open 2014 s Rusem Andrejem Rubljovem. S krajanem Álvarem Lópezem San Martínem pak triumfoval v juniorské čtyřhře French Open 2015, když v závěrečném duelu zdolali americký pár William Blumberg a Tommy Paul. V roce 2013 s Pedrem Martínezem zajistili trofej Španělsku v juniorském Davis Cupu. Na juniorském kombinovaném žebříčku ITF figuroval nejvýše během ledna 2015 na 3. místě.
V rámci okruhu ITF debutoval v únoru 2014 na mallorském turnaji v Pegueře dotovaném 10 tisíci dolary, kde v úvodním kole podlehl Chorvatu Kristijanu Mesarosovi z druhé stovky žebříčku. První challenger ve dvouhře vyhrál během srpna 2017 v kastilské Segovii. Ve finále přehrál australského hráče Alexe de Minaura, jemuž patřila 217. příčka klasifikace.
Na okruhu ATP Tour debutoval dubnovým Barcelona Open Banco Sabadell 2015 po zvládnuté kvalifikaci. Na úvod dvouhry jej vyřadil Francouz Benoît Paire. První zápas v této úrovni vyhrál na červencovém International German Open 2015 v Hamburku, když mu po třech gamech skrečovala světová osmadvacítka Guillermo García-López. Poté nestačil na Itala Simona Bolelliho. Bodový zisk jej poprvé posunul do Top 500.
Druhý zápas na túře vyhrál až při svém debutu v hlavní soutěži grandslamové kategorie, kterým se stal mužský singl Australian Open 2018. V Melbourne Parku odehrál tříkolovou kvalifikaci. V úvodním kole singlu pak nenašel recept na Gaëla Monfilse ze čtvrté desítky klasifikace. Na antukovém Generali Open Kitzbühel 2018 se probojoval do prvního čtvrtfinále i semifinále, když zdolal Robina Haaseho ze čtvrté desítky i Japonce Tara Daniela. Do finále jej však nepustil slovenský kvalifikant Martin Kližan z druhé stovky žebříčku.
Během sezóny 2018 patnáctkrát vylepšil žebříčkové maximum a 18. června se posunul mezi sto nejlepších tenistů, když mu patřilo 87. místo. Ve 21 letech se tak stal nejmladším členem první světové stovky ze Španělska od července 2007, kdy 21letý Nadal figuroval na druhé příčce. Kvalifikoval se i na závěrečný Next Generation ATP Finals 2018, kde obsadil čtvrtou pozici. Zástupce elitní desítky poprvé přehrál ve druhém kole Grand Prix Hassan II 2019 v Marrákeši, kde mu podlehl třetí muž pořadí Alexander Zverev. Na French Open 2020 nevyužil vedení 2–0 na sety proti světové šestce Stefanosi Tsitsipasovi, jež zápas otočila. Do premiérového singlového finále na túře ATP postoupil na úvodním ročníku Andalucia Open 2021 v Marbelle. Po semifinálové výhře nad teenagerem Carlosem Alcarazem podlehl dalšímu krajanovi Pablu Carreñovi Bustovi.

## Finále na okruhu ATP Tour
| Legenda                     |
| --------------------------- |
| D – dvouhra; Č – čtyřhra    |
| Grand Slam (0)              |
| Turnaj mistrů (0)           |
| ATP Tour Masters 1000 (0)   |
| ATP Tour 500 (0–1 Č)        |
| ATP Tour 250 (0–1 D; 0–1 Č) |

### Dvouhra:1 (0–1)
| Stav      | č. | datum      | turnaj              | kategorie | povrch | soupeř ve finále    | výsledek      |
| --------- | -- | ---------- | ------------------- | --------- | ------ | ------------------- | ------------- |
| Finalista | 1. | duben 2021 | Marbella, Španělsko | ATP 250   | antuka | Pablo Carreño Busta | 1–6, 6–2, 4–6 |

### Čtyřhra: 2 (0–2)
| Stav      | č. | datum       | turnaj                   | kategorie | povrch | spoluhráč         | soupeři ve finále              | výsledek      |
| --------- | -- | ----------- | ------------------------ | --------- | ------ | ----------------- | ------------------------------ | ------------- |
| Finalista | 1. | březen 2021 | Santiago, Chile          | ATP 250   | antuka | Federico Delbonis | Simone Bolelli Máximo González | 6–7(4–7), 4–6 |
| Finalista | 2. | únor 2025   | Rio de Janeiro, Brazílie | ATP 500   | antuka | Pedro Martínez    | Rafael Matos Marcelo Melo      | 2–6, 5–7      |

## Tituly na challengerech ATP a okruhu ITF
| Legenda                |
| ---------------------- |
| Challengery (9 D; 1 Č) |
| ITF (7 D; 10 Č)        |

### Dvouhra (16 titulů)
| Č.  | datum         | turnaj                    | povrch | poražený finalista      | výsledek           |
| --- | ------------- | ------------------------- | ------ | ----------------------- | ------------------ |
| 1.  | květen 2016   | Vic, Španělsko            | antuka | Alex de Minaur          | 7–6(7–5), 7–5      |
| 2.  | červenec 2016 | Gandia, Španělsko         | antuka | Ivan Gachov             | 6–3, 6–4           |
| 3.  | srpen 2016    | Eupen, Belgie             | antuka | Mats Moraing            | 7–6(7–5), 6–2      |
| 4.  | září 2016     | San Sebastián, Španělsko  | antuka | Gonzalo Villanueva      | 3–6, 7–5, 6–3      |
| 5.  | říjen 2016    | Sabadell, Španělsko       | antuka | Álvaro López San Martín | bez boje           |
| 6.  | leden 2017    | Manacor, Španělsko        | antuka | Ricardo Ojeda Lara      | 6–3, 6–3           |
| 7.  | únor 2017     | Peguera, Španělsko        | antuka | Mario Vilella Martínez  | 3–6, 6–4, 6–1      |
| 8.  | srpen 2017    | Segovia, Španělsko        | tvrdý  | Alex de Minaur          | 6–3, 6–4           |
| 9.  | červen 2018   | Prostějov, Česko          | antuka | Laslo Djere             | 6–1, 6–3           |
| 10. | červen 2018   | Caltanissetta, Itálie     | antuka | Matteo Donati           | 6–2, 7–6(7–2)      |
| 11. | listopad 2019 | Montevideo, Uruguay       | antuka | Federico Delbonis       | 7-5, 6-2           |
| 12. | říjen 2020    | Lisabon, Portugalsko      | antuka | Pedro Sousa             | 7–6(7–3), 6-2      |
| 13. | leden 2021    | Antalya, Turecko          | antuka | Lorenzo Musetti         | 6–7(7–9), 6–2, 6–2 |
| 14. | duben 2022    | Marbella, Španělsko       | antuka | Pedro Cachín            | 6–2, 6–2           |
| 15. | červen 2022   | Perugia, Itálie           | antuka | Tomás Martín Etcheverry | 6–3, 4–6, 6–1      |
| 15. | září 2024     | Bad Waltersdorf, Rakousko | antuka | Thiago Seyboth Wild     | 6–2, 6–1           |

### Čtyřhra (11 titulů)
| Č.  | datum         | turnaj                | povrch | spoluhráč               | poražení finalisté                         | výsledek              |
| --- | ------------- | --------------------- | ------ | ----------------------- | ------------------------------------------ | --------------------- |
| 1.  | únor 2014     | Peguera, Španělsko    | antuka | Pedro Martínez          | Roberto Carballés Baena Oriol Roca Batalla | 6–1, 6–1              |
| 2.  | září 2014     | Madrid, Španělsko     | tvrdý  | Pedro Martínez          | Adam Sanjurjo Hermida Miguel Semmler       | 6–3, 6–4              |
| 3.  | únor 2015     | Peguera, Španělsko    | antuka | Gianluca Naso           | Marc Fornell Mestres Marco Neubau          | 3–6, 6–4, [10–1]      |
| 4.  | únor 2015     | Murcia, Španělsko     | antuka | Oriol Roca Batalla      | Ivan Gachov Miguel Ángel López Jaén        | 6–1, 7–6(7–4)         |
| 5.  | březen 2015   | Madrid, Španělsko     | tvrdý  | Oriol Roca Batalla      | Nuno Deus Henrique Sousa                   | 6–3, 6–1              |
| 6.  | březen 2016   | Tarragona, Španělsko  | antuka | Marc López              | Gonçalo Oliveira Akira Santillan           | 6–7(4–7), 6–3, [10–7] |
| 7.  | květen 2016   | Valldoreix, Španělsko | antuka | Álvaro López San Martín | Carlos Calderón-Rodríguez Pedro Martínez   | 6–3, 3–6, [10–5]      |
| 8.  | červenec 2016 | Bakio, Španělsko      | tvrdý  | Viktor Durasovic        | Juan Lizariturry Jaume Pla Malfeito        | 6–3, 6–4              |
| 9.  | červenec 2016 | Getxo, Španělsko      | antuka | Álvaro López San Martín | Juan Lizariturry Jaume Pla Malfeito        | 6–4skreč              |
| 10. | únor 2017     | Cornellà, Španělsko   | tvrdý  | Marc López              | Jonathan Kanar Mick Lescure                | 6–3, 6–1              |
| 11. | červenec 2017 | Poznaň, Polsko        | antuka | Guido Andreozzi         | Tomasz Bednarek Gonçalo Oliveira           | 6–7(4–7), 6–3, [10–4] |

## Finále na juniorském Grand Slamu

### Dvouhra juniorů: 1 (0–1)
| Stav      | rok  | turnaj      | povrch | soupeř ve finále | výsledek |
| --------- | ---- | ----------- | ------ | ---------------- | -------- |
| Finalista | 2014 | French Open | antuka | Andrej Rubljov   | 2–6, 5–7 |

### Čtyřhra juniorů: 1 (1–0)
| Stav  | rok  | turnaj      | povrch | spoluhráč               | soupeři ve finále           | výsledek |
| ----- | ---- | ----------- | ------ | ----------------------- | --------------------------- | -------- |
| Vítěz | 2015 | French Open | antuka | Álvaro López San Martín | William Blumberg Tommy Paul | 6–4, 6–2 |